# Pierre Aubert
Pierre Aubert (La Chaux-de-Fonds (NE), Suiza, 3 de marzo de 1927-Neuchâtel, Suiza, 8 de junio de 2016) fue un político suizo, originario de Savagnier en el cantón de Neuchâtel. Fue elegido al Consejo Federal el 7 de diciembre de 1977 como miembro del Partido Socialista Suizo.

## Carrera
Estudió Derecho en la Universidad de Neuchâtel, en la que participa como miembro de la sección de Neuchâtel de la Sociedad Suiza de Estudiantes de Zofingen. En 1953 comienza a ejercer de abogado en La Chaux-de-Fonds, especializándose en derecho penal.
Su carrera política se inicia con la elección al Consejo General (Concejo municipal) de La Chaux-de-Fonds de 1960 a 1968. Luego es elegido al Gran Consejo del cantón de Neuchâtel, autoridad que presidió de 1969 a 1970 y en la que permaneció hasta 1975.
En 1971 es elegido como diputado al Consejo de los Estados, cargo en el que sería reelegido cuatro años más tarde. Durante este período (1974/1977), formó parte de la comisión de doce miembros enviada por Suiza a la Asamblea Parlamentaria del Consejo de Europa, en la que participó como miembro de la comisión de asuntos políticos, en la que se decidió la admisión de Portugal en dicha organización en Estrasburgo.
Presidió el Consejo de la Universidad de Neuchâtel, así como la Asociación Suiza-Israel.

## Consejo Federal
Pierre Aubert es elegido el 7 de diciembre de 1977, toma posesión de su puesto como jefe del Departamento de Política, rebautizado como Departamento Federal de Asuntos Exteriores desde el 1 de enero de 1978.
El jefe del recién creado Departamento de Asuntos Exteriores trata de llevar una política exterior más activa. Es el primero en definir una política suiza de derechos humanos. Durante una visita en África en 1979, firma junto con el presidente de Nigeria un comunicado en el que condenaban el apartheid, lo que le atrae críticas de los medios nacionalistas.
Es también el primer jefe diplomático en establecer relaciones con la OLP y recibe a Faruk Kaddhumi en julio de 1980 en Berna. Defiende la adhesión de Suiza a la ONU, la cual es rechazada por iniciativa popular obligatoria por el 76 % del electorado en 1986.
Aubert fue presidente de la Confederación en 1983 y 1987, y vicepresidente en 1982 y 1986.

## Distinciones
Titular de la Gran Cruz de la Legión de Honor, de la Orden al Mérito de la República Italiana y de la Orden de Mayo de la República Argentina.